# Regulierungsverbot
Als Regulierungsverbot wird in der Praxis der Haftpflichtversicherung eine Anweisung des Schädigers (Versicherungsnehmers) an seinen Versicherer bezeichnet, gegnerische Schadensersatzansprüche nicht oder nur teilweise auszugleichen.
Insbesondere in der Kfz-Haftpflichtversicherung kann es dem Versicherungsnehmer dabei um den Schutz seines Schadenfreiheitsrabatts gehen.
Rechtlich steht diese Befugnis dem Versicherungsnehmer nicht zu, da die Regulierungsvollmacht gem. A.1.1.4 Allgemeine Bedingungen für Kfz-Versicherung in Deutschland (AKB 2015) weder beschränkbar noch widerruflich ist. Zudem kann ein solches Verbot auch wegen des Direktanspruchs des Geschädigten gegen den Versicherer gem. § 3 Pflichtversicherungsgesetz keine bindende Wirkung haben.
Nach § 10 Abs. X der älteren – teils aber noch heute geltenden – AKB war bzw. ist ein solches Verbot auch für den Versicherungsnehmer höchst risikoreich: War der Versicherer zur Schadensregulierung bereit, hielt sich aber dennoch – trotz nicht bestehender Verpflichtung – an ein solches Verbot, haftete der Versicherungsnehmer für die entsprechenden Kosten, insbesondere auch die Prozesskosten, wenn er von dem Versicherer zuvor darauf hingewiesen worden war. In den neueren AKB fehlt eine entsprechende Klausel.